# Spektroskopowe kryterium polarności wiązania
Spektroskopowe kryterium polarności wiązania – zasada umożliwiająca ocenę stopnia spolaryzowania wiązań chemicznych za pomocą porównywania widm cząsteczek chemicznych otrzymanych za pomocą spektroskopii w podczerwieni i Ramana.
Zasada ta głosi:
Jeżeli intensywność pasma w podczerwieni rośnie, a w widmie Ramana maleje, to oznacza to, że odpowiednie wiązanie chemiczne  staje się bardziej spolaryzowane, tzn. różnica wartości cząstkowego ładunku elektrycznego na obu atomach tworzących to wiązanie rośnie. Gdy rośnie intensywność pasma ramanowskiego, a maleje intensywność analogicznego pasma w podczerwieni, to oznacza to wzrost kowalencyjności wiązania.